# Innocenti IM 3
L'Innocenti IM 3 est une automobile produite par le constructeur italien Innocenti, sous licence BMC de 1963 à 1970.
Il s'agit de la version italienne de la BMC ADO 16, produite en Grande-Bretagne de 1962 à 1974 sous de nombreuses marques : Austin, Morris, MG, Wolseley, Riley ou Vanden Plas. A l’époque, les barrières douanières appliquées dans tous les pays rendaient souvent nécessaire la production sur place plutôt qu’une coûteuse importation.
Ce modèle a été produit à plus de 2 millions d'exemplaires durant douze ans en Grande-Bretagne, mais aussi en Espagne et en Belgique. C'est un des plus gros succès de BMC / British Leyland.

## La version italienne Innocenti IM 3
La firme italienne Innocenti, était un très jeune constructeur indépendant qui utilisait, depuis sa création en août 1959, des licences de fabrication de certains modèles britanniques BMC. Après avoir utilisé les licences pour produire l'A 40 et la 950 S, en 1963, le constructeur milanais signe un nouvel accord pour produire en Italie une variante de la Ado 16.
La voiture est présentée en fin d'année 1963 et commercialisée les premiers jours de 1964 sous le nom IM 3. IM.3 pour rappeler Innocenti-Morris 3e modèle.
Le modèle italien présentait de nombreuses différences avec l'original anglais. Toute la partie avant avait été retouchée par Pininfarina, avec des phares doubles verticaux et une calandre plus large. La finition intérieure était d'un niveau nettement supérieur avec un tableau de bord en aluminium satiné, des sièges plus profonds, la banquette arrière disposant d'un accoudoir central, le caoutchouc au sol remplacé par une épaisse moquette et une instrumentation complète au tableau de bord.
Le moteur avait également été retravaillé et utilisait la base des modèles supérieurs du groupe britannique, la variante 55 ch des versions Vanden Plas et MG du 4 cylindres série-A de 1 098 cm3, au lieu du moteur basique de 48 ch monté sur les versions Austin et Morris.
Le but clairement affiché était de donner à l'IM 3 un côté « premium » pour différencier un peu plus la voiture du standard Fiat en la comparant à une Lancia. La contrepartie était un prix de vente plus élevé que celui d'une bien plus grosse et confortable routière comme la Fiat 1500.
Innocenti ne recherchait pas un volume de vente comparable à celui de Fiat mais aurait souhaité que ce modèle soit plus apprécié. Pour cela, il décide de lancer une version plus économique, capable de concurrencer directement sa vraie rivale, la Fiat 1100.
En 1965, un nouveau modèle apparaît, l'Innocenti I4, que certains appelleront J4 en raison de la forme particulière du « i » allongé, typique de la marque « Innocenti ». Ce modèle était en fait une Morris 1100 britannique de base, sans aucune modification. Le modèle ne reçut pas un meilleur accueil que l'IM 3 et pour tenter de le relancer, Innocenti lance en 1966 la version I4 S, une I4 avec le moteur de 55 ch de l'IM 3.
À la fin des années 1960, alors que le modèle commençait à sentir le poids des années, Innocenti revoit sa gamme et l'IM 3 bénéficie de quelques retouches et améliorations et devient IM.3S, tandis que les modèles I.4 e I.4S sont remplacés par la I.5.
L'Innocenti I.5 était en fait un simple resstyling de l'I.4 et ne put en aucun cas passer pour une nouveauté.
La production de ces modèles prit fin en 1972 après 65.808 exemplaires fabriqués, quand Innocenti présenta un nouveau modèle, le dernier sous licence British Leyland, l'Innocenti Regent.